# Arrondissement Dendermonde
Arrondissement Dendermonde (franska: Arrondissement de Termonde) är ett arrondissement i Belgien.   Det ligger i provinsen Östflandern och regionen Flandern, i den centrala delen av landet, 27 kilometer nordväst om huvudstaden Bryssel. Antalet invånare är 192 521. Arean är 342 kvadratkilometer.
Terrängen i Arrondissement Dendermonde är platt.
Omgivningarna runt Arrondissement Dendermonde är en mosaik av jordbruksmark och naturlig växtlighet. Runt Arrondissement Dendermonde är det tätbefolkat, med 819 invånare per kvadratkilometer.

## Kommuner
Följande kommuner ingår i arrondissementet;

- Berlare
- Buggenhout
- Dendermonde
- Hamme
- Laarne
- Lebbeke
- Waasmunster
- Wetteren
- Wichelen
- Zele